# マック・スウェイン
マック・スウェイン（Mack Swain, 1876年2月16日 - 1935年8月25日）はアメリカ合衆国の俳優、コメディアン。6フィート2インチ（約188センチ）と280ポンド（約127キロ）の巨体を生かし、1910年代から1930年代にかけてチャールズ・チャップリンやハロルド・ロイド、ハンク・マンらの助演者として活躍した。

## 生涯
マック・スウェインは1876年2月16日、ユタ州ソルトレイクシティに生まれる。家はモルモン開拓者の家系。15歳のころからショー・ビジネスの世界に身を投じ、シカゴの劇団など旅回りのヴォードヴィル一座などに身を置いた。1913年にマック・セネットに誘われてキーストン社に所属し、キーストン社所属俳優としてメーベル・ノーマンドやチャップリンらと同僚になる。特にチャップリンとは『アルコール先生原始時代の巻』を最後にチャップリンがキーストン社を離れるまでしばしば共演。スウェインはチャップリン作品を含むキーストン社での作品のいくつかで、大きな目を開き巨大な口ひげを蓄えた「アンブローズ氏」というキャラクターを演じ、チェスター・コンクリンが演じる「ウォルラス氏」とともに初期の喜劇映画を盛り立てる役者となった。
1921年、スウェインはファースト・ナショナルに移籍していたチャップリンと再び共演するようになり、『のらくら』、『給料日』および『偽牧師』で共演する。しかし、スウェインは間もなくトラブルなど何らかの理由によりブラックリストに載り、映画界から一時つまはじき者にされる。そんなスウェインに助け舟を出したのはユナイテッド・アーティスツを設立していたチャップリンであり、チャップリンは『黄金狂時代』のビッグ・ジム・マッケイ役をスウェインに与えた。その後はロン・チェイニーやジョン・ボールズといった役者と共演。『黄金狂時代』以降に出演した作品の中には、島津保次郎が監督し松竹蒲田撮影所で製作された『愛よ人類と共にあれ・後篇 米国篇』（1931年）も含まれている。1932年にローレル&ハーディ主演の『深夜のパトロール』ほか4本の映画に出演したのが最後の仕事となった。
マック・スウェインは1935年8月25日にワシントン州タコマで亡くなった。59歳没。没後、映画界への貢献が評価されてヴァイン通り1500番地にハリウッド・ウォーク・オブ・フェームの星が刻まれた。

## 主な出演作品
インターネット・ムービー・データベースのデータによる。
- A Muddy Romance (1913)
- 『泥棒を捕まえる人』（1914）
- 『メーベルの身替り運転』（1914）
- 『チャップリンの総理大臣』（1914）
- 『とんだ災難』（1914）
- 『多忙な一日』（1914）
- 『チャップリンの衝突』（1914）
- 『ノックアウト』（1914）
- 『メーベルの結婚生活』（1914）
- 『笑ひのガス』（1914）
- 『アルコール自動車競争の巻』（1914）
- 『アルコール先生ピアノの巻』（1914）
- 『他人の外套』（1914）
- 『醜女の深情け』（1914）
- Fatty's Wine Party（1914）
- 『夫婦交換騒動』（1914）
- 『アルコール先生原始時代の巻』（1914）
- Love, Speed and Thrills（1915）
- Fatty's New Role（1915）
- Mabel Lost and Won（1915）
- A Modern Enoch Arden（1916）
- アンブローズ・シリーズ（1914 - 1920）
- Monkey Tales（1920）
- 『のらくら』（1921）
- 『給料日』（1922）
- 『偽牧師』（1923）
- 『黄金狂時代』（1925）
- 『素晴らしい果報者』（1926）
- The Cohens and Kellys（1926）
- Mockery（1927）
- The Shamrock and the Rose（1927）
- The Beloved Rogue（1927）
- My Best Girl（1927）
- Gentlemen Prefer Blondes（1928）
- 『醜女の深情け（1928年版）（英語版）』（1928）
- 『最後の警告』（1929）
- Stout Hearts and Willing Hands（1931）
- 『愛よ人類と共にあれ・後篇 米国篇』（1931）
- 『深夜のパトロール』（1932）

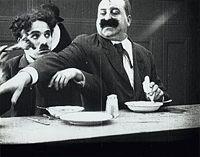
『他人の外套』
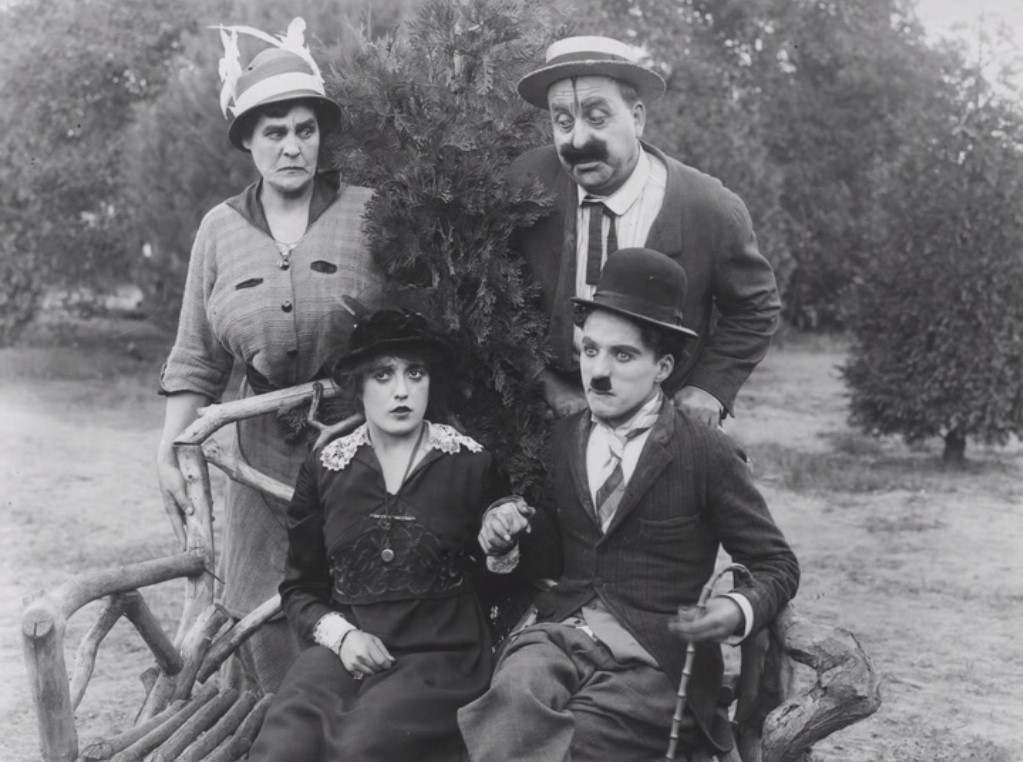
『夫婦交換騒動』
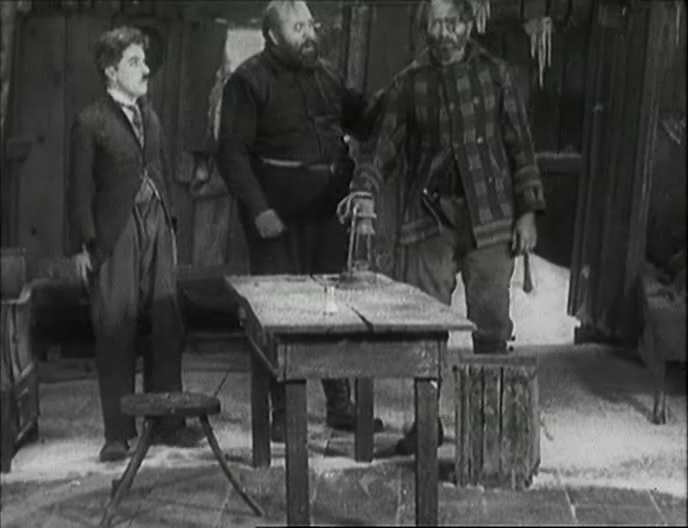
『黄金狂時代』
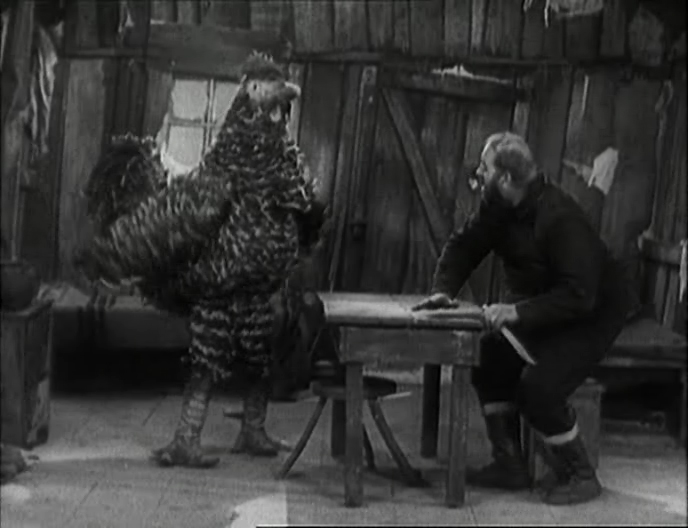
『黄金狂時代』
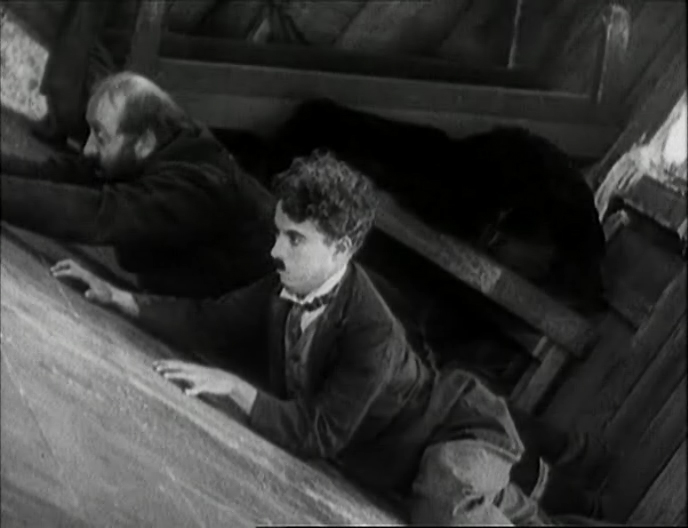
『黄金狂時代』